# Pidonia bivittata
Pidonia bivittata är en skalbaggsart som beskrevs av S. Saito 1980. Pidonia bivittata ingår i släktet Pidonia och familjen långhorningar.
Artens utbredningsområde är Taiwan. Inga underarter finns listade i Catalogue of Life.